# Kloster Rivalta Scrivia
Kloster Rivalta Scrivia (S. Maria di Rivalta Scrivia) ist eine ehemalige Zisterzienserabtei und späteres Benediktinerkloster im Piemont, Italien. Es liegt in der Gemeinde Tortona in der Provinz Alessandria im Piemont, rund 7,5 km südlich der Stadt Tortona und in geringem Abstand zur Autobahn Mailand – Genua.

## Geschichte

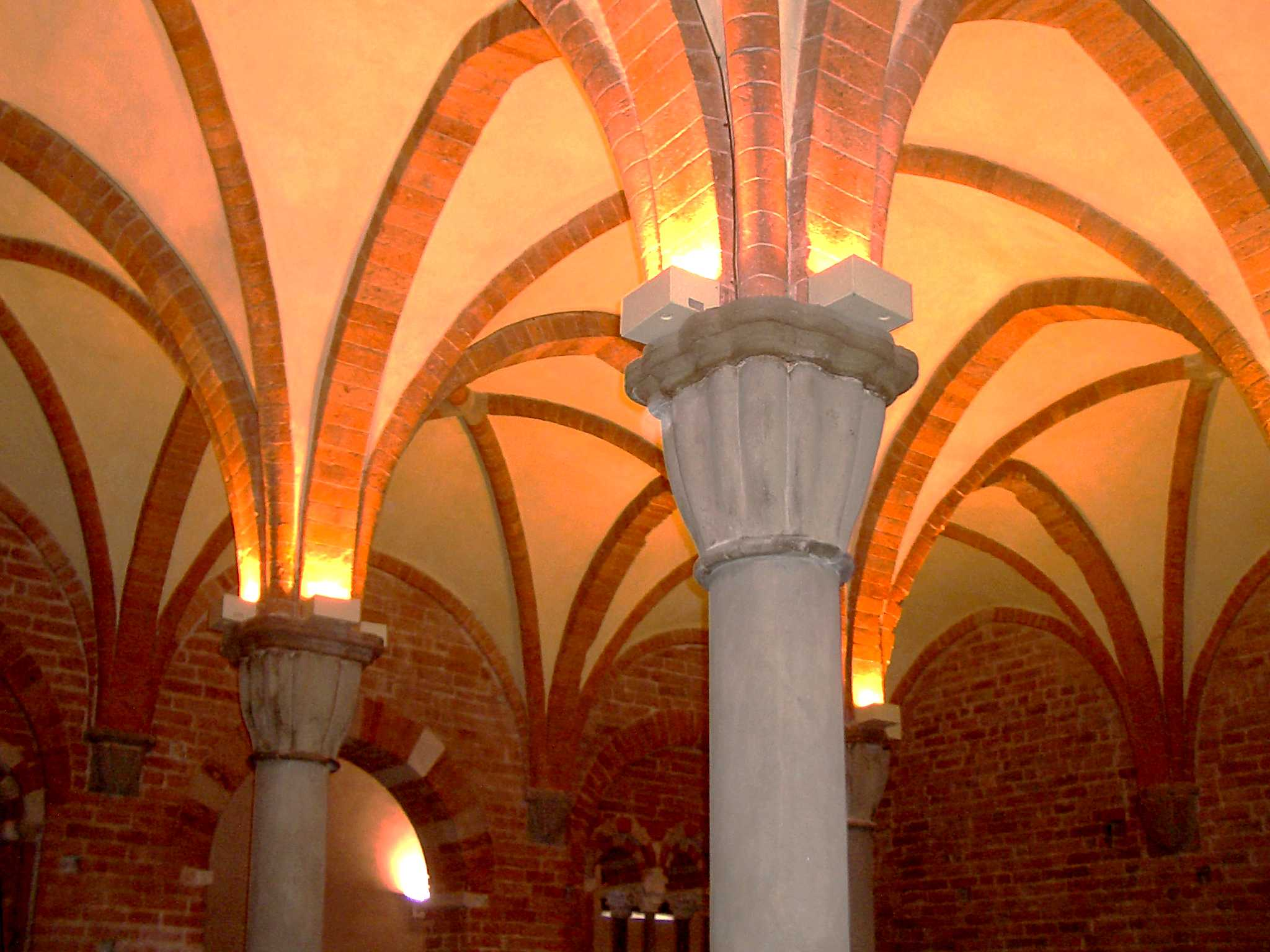
Der Kapitelsaal

Im Jahr 1150 wurde durch Guglielmo da Sala am linken Ufer des Flüsschens Scrivia eine Johanneskirche gestiftet, an die sich bald eine von den Kanonikern in Tortona abhängige Klerikerniederlassung anschloss. Das Kloster, das unter der Leitung des Abts Ascherio stand, schloss sich im Jahr 1181 dem Zisterzienserorden an, und zwar affiliierte es sich dem 1124 gegründeten Kloster Lucedio aus der Filiation der Primarabtei La Ferté. Bald darauf wurde mit dem Bau der neuen Abteigebäude begonnen. Die Abtei erhielt den Namen S. Maria di Rivalta Scrivia oder Tortonese. Sie hatte zwei Töchter: Kloster Acqualonga (1204) und Kloster Preallo (1237). Die Abtei entwickelte sich rasch. Im 15. Jahrhundert fiel sie in Kommende und schloss sich auch nicht der 1497 gegründeten italienischen Zisterzienserkongregation an. Im Jahr 1583 traten Benediktiner an die Stelle der Zisterzienser. Die Abtei wurde 1776 aufgelöst, die Kirche wurde zur Pfarrkirche.

## Anlage und Bauten

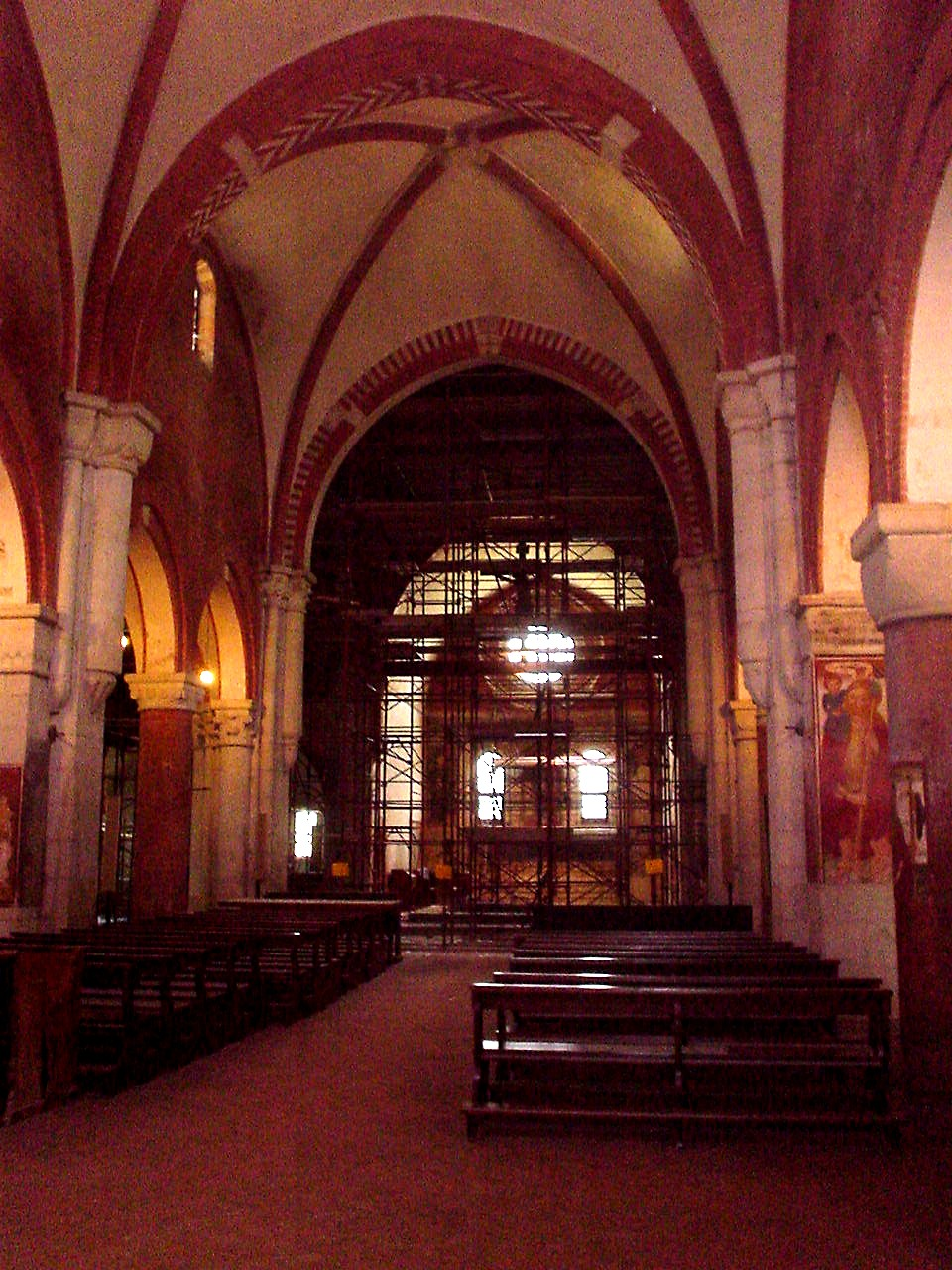
Klosterkirche gegen Osten

Erhalten sind die ca. 1181 bis 1223 errichtete, 1943/1944 restaurierte Klosterkirche, eine kreuzförmige romanische Backsteinbasilika mit Querhaus, rechteckigem Chor und je zwei gewölbten Kapellen an der Ostseite der Querhausarme vom Typ Fontenay, mit ursprünglich vier in etwa quadratischen Langhausdoppeljochen im gebundenen System (das westliche Doppeljoch um 1683 abgebrochen). Das Langhaus folgt lombardischer Zisterzienserarchitektur der Romanik (Reclams Kunstführer). Der Chor hat eine Spitztonne; die Ostseite weist ein Rundfenster über zwei rundbogigen Fenstern auf. Am nördlichen Querhaus befindet sich eine Spindeltreppe zum Dach. Die Westfassade weist ein barockes Giebelportal auf. Die Kirche ist mit zahlreichen Wandbildern aus der Zeit des Übergangs von der Spätgotik zur Renaissance ausgeschmückt.
Von den Konventsgebäuden, die sich südlich (rechts) an die Kirche anschließen, ist der Ostflügel mit Sakristei, Kapitelsaal und darübergelegenem Dormitorium gut erhalten. Der quadratische Kapitelsaal wird durch vier schlanke Säulen in neun Joche mit Rippengewölben unterteilt und öffnet sich zum früheren Kreuzgang, von dem nur der Ostflügel teilweise erhalten ist; die Sakristei ist zweijochig mit Rippengewölben. Die Dormitoriumstreppe im Südquerhaus ist erhalten. Der südliche Refektoriumstrakt ist abgegangen. An den umgebauten Konversenbau schließt sich ein großer Renaissance-Kreuzgang an.